# Barbara van Brandenburg-Kulmbach

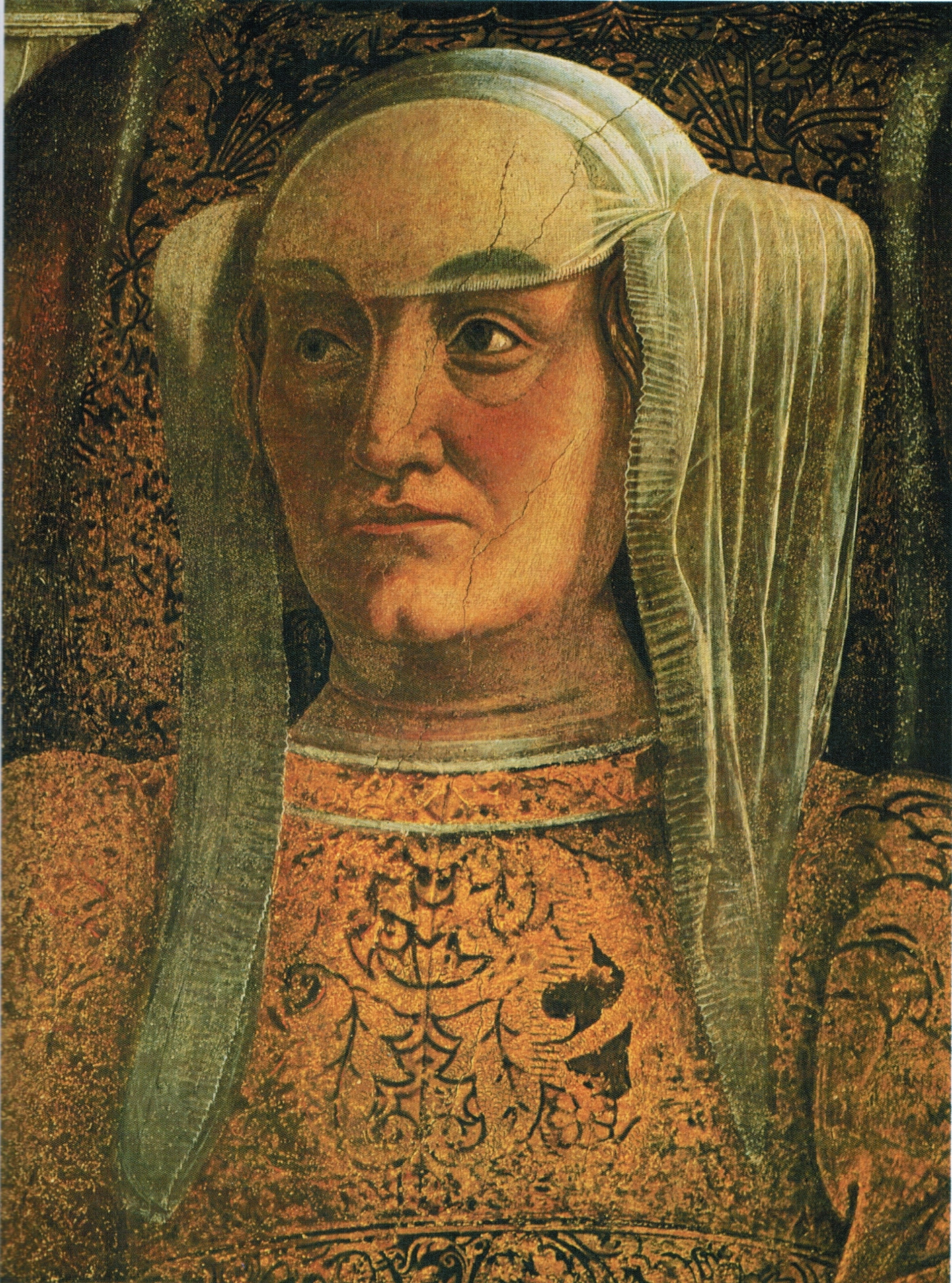
Barbara van Brandenburg-Kulmbach. Detail van een fresco in de "Camera degli Sposi" van Andrea Mantegna, geschilderd rond 1470

Barbara van Brandenburg-Kulmbach (30 september 1422 - Mantua, 7 november 1481) was van 1444 tot 1478 markgravin van Mantua. Ze behoorde tot het huis Hohenzollern.

## Levensloop
Barbara was de oudste dochter van markgraaf Johan van Brandenburg-Kulmbach en Barbara van Saksen-Wittenberg, dochter van hertog Rudolf III van Saksen-Wittenberg.
Op 12 november 1433 huwde de elfjarige Barbara in Mantua met markgraaf Lodewijk III Gonzaga van Mantua (1412-1478). Het huwelijk met een verwante van keizer Sigismund en de Brandenburgse keurvorst betekende een aanzienlijke groei aan status voor het huis Gonzaga, die kort daarvoor door keizer Sigismund verheven waren tot markgraven. Barbara, die na het huwelijk verder opgroeide in Mantua, ontwikkelde zich tot een van de meest opmerkelijke en gecultiveerde vrouwen in de Renaissance. Ze beheerste vier talen en was goed bedreven in literatuur. Tot haar leraren behoorde onder andere de humanist Vittorino da Feltre.
Nadat haar echtgenoot in 1444 markgraaf van Mantua werd, nam de zeer gerespecteerde Barbara ook deel aan de regeringszaken, die tijdens de regelmatige afwezigheid van haar man alleen uitoefende. Ze besteedde daarbij vooral aandacht aan de relatie tussen Mantua en het Heilige Roomse Rijk. Drie van haar kinderen verloofde ze met Duitse prinsen en prinsessen. Ook waakte ze persoonlijk voor de opvoeding en opleiding van haar kinderen. Bovendien voerde Barbara een uitgebreide diplomatieke correspondentie, niet alleen met haar familie, maar ook met het huis Visconti, de curie en talrijke persoonlijkheden in het Heilige Roomse Rijk. Ook na de dood van haar echtgenoot in 1478 bleef Barbara deel uitmaken van de Mantuese regering.

## Nakomelingen
Barbara en haar echtgenoot Lodewijk kregen veertien kinderen:
- Federico (1438), jong gestorven
- Maddalena (1439), jong gestorven
- Elisabetta (1440), jong gestorven
- Federico I (1441-1484), markgraaf van Mantua
- Francesco (1444-1483), bisschop van Brixen en kardinaal
- Paola Bianca (1445-1447)
- Gianfrancesco (1446-1496), graaf van Sabbioneta en heer van Bozzolo
- Susanna (1447-1481), zuster in het klooster San Paola di Mantua
- Dorotea (1449-1467), huwde in 1466 met hertog van Milaan Galeazzo Maria Sforza
- Cecilia (1451-1472), zuster in het klooster San Paola di Mantua
- Rodolfo (1452-1495), heer van Castiglione delle Stiviere, Solferino, Suzzara en Poviglio
- Barbara (1455-1503), huwde in 1474 met hertog Everhard I van Württemberg
- Ludovico (1460-1511), bisschop van Mantua
- Paola (1463-1497), huwde in 1478 met graaf Leonard van Gorizia

## Trivia
- De Franse Marie Ferranti schreef de roman La princesse de Mantoue over het leven van Barbara van Brandenburg.